# Aphis multiflorae
Aphis multiflorae är en insektsart. Aphis multiflorae ingår i släktet Aphis och familjen långrörsbladlöss. Inga underarter finns listade i Catalogue of Life.